# Lào Cai
Lào Cai è una città nel nord-ovest del Vietnam, capoluogo della provincia di Lao Cai. La città confina con la Contea autonoma yao di Hekou, nella regione cinese dello Yunnan. È situata alla confluenza del Fiume Rosso (Sông Hồng) e del Fiume Nanxi, a circa 260 km a nord della capitale vietnamita Hanoi.
È un centro commerciale di prodotti forestali ed è servita dalla omonima stazione sulla ferrovia Yunnan-Haiphong.
La città venne invasa dalla Cina nel 1979 durante la Guerra sino-vietnamita e la frontiera rimase chiusa fino al 1993.

## Infrastrutture e trasporti
La città è collegata alla capitale Hanoi dall'autostrada Nội Bài-Lào Cai.